# کهور پاکستانی

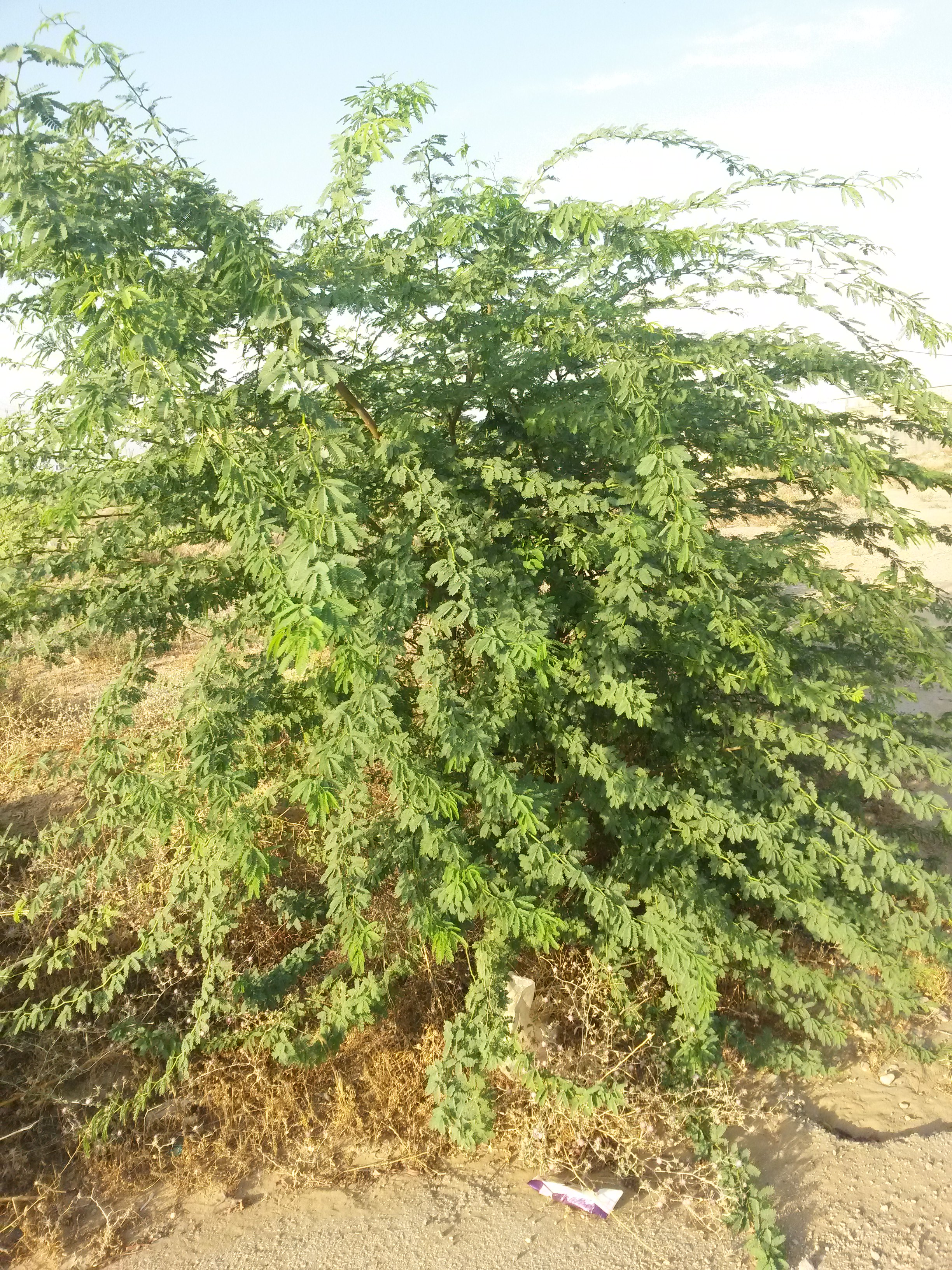
کهور پاکستانی در منطقه آب‌پخش که به صورت خودرو روییده‌است. به احتمال زیاد بذر این درخت در فضله جانورانی مانند شتر یا گاو بوده که تا این منطقه منتقل شد و بعد از دفع شدن، در این منطقه روییده‌است.

کهور پاکستانی یا کرت دریایی (نام علمی: Prosopis juliflora) نام یک گونه از سرده کهور است.
کهور پاکستانی درختی چند ساله، دارای رویشگاه صحارا-سندی و ارزش زیستگاهی دارد. این درخت در سه دهه اخیر به صورت جنگلی در جنوب ایران مانند استان بوشهر کاشته شده و بومی ایران نیست در گویش جنوب ایران به آن سُمر نیز گفته می‌شود.
کهور پاکستانی درختچه‌ای بزرگ یا درختی به ارتفاع تا ۵ متر، همیشه دارای برگ سبز، این گونه به صورت کاشته‌شده در استان‌های جنوبی کشور دیده می‌شود. یکی از درختان مقاوم به خشکی و شوری و حساس به سرما است که سرسبزی خاصی به مناطق بیابانی ساحلی جنوب ایران داده‌است. علاوه بر ایران در غرب هندوستان، مکزیک و بین سند و پنجاب وجود دارد. در حقیقت این گونه، بومی مناطق شمالی آمریکای جنوبی، آمریکای مرکزی و کشورهای چون بولیوی، آرژانتین، کلمبیا، ونزوئلا و مکزیک است.
به عنوان یک درخت سایه دار در فضای سبز و پارک‌های جنگلی و برای تثبیت شن‌های روان کاربرد دارد. کاشت آن در محوطه‌های کارگاهی، در حاشیه و کنار جاده‌های خارج از شهر و در اطراف اتوبان‌ها نیز توصیه می‌شود.
ازدیاد آن به وسیله کاشت بذر به راحتی امکان‌پذیر است.

## زیان‌ها
این درخت زیان‌هایی برای محیط زیست داشته‌است. در برهیاز کشورها به عنوان گونه مهاجم شناخته می‌شود. در جنوب غربی آمریکا یک گیاه هرز عمده شناخته می‌شود. در حالی‌که به نحو گسترده‌ای در ایران کاشت می‌شود در کشورهای اطراف ایران سرمایه‌گذاری فراوانی برای نابودی آن به کار رفته‌است. 
در اروپا، گونه P. juliflora از سال 2019 در فهرست گونه‌های بیگانه مهاجم اتحادیه اروپا  گنجانده شده است. این بدان معناست که این گونه را نمی توان وارد، کشت، حمل و نقل، تجاری سازی، کاشت، یا عمداً در محیط زیست در کل اتحادیه اروپا رها کرد.

### زیان‌های کهور برای انسان
درخت کهور زیانی برای انسان ندارد و شایعات در مورد تنفس گردهٔ آن که می‌تواند سبب آسیب به دستگاه تنفس و عروق شده و ممکن است سبب سرطان ریه گردد بدون مستندات علمی است. این درخت برای دام مضر نمی‌باشد و موارد کمی از مسمومیت دام گزارش شده است.

## رویشگاه آن در هرمزگان ایران
در هرمزگان به کهور پاکستانی سُمْر گفته می‌شود و درختی است زیبا، با اندامی بلند که شکل خارجی آن (از دور) شباهت زیادی به چتر دارد.
گویند که این درخت بیش از صدسال عمر می‌کند. چوب این درخت سفید و محکم است و در برخی گونه‌های چوب آن کمی سرخ رنگ می‌شود. درخت سمر در برابر خشک سالی و کم‌آبی مقاوم است، اما اگر چند سال متوالی باران نبارد، در اثر تشنگی کم‌کم خشک می‌شود و می‌میرد.

### غذای زنبورعسل
درخت سمر بیشترین پوشش جنگلی کوهستانی منطقهٔ هرمزگان را دربرگرفته‌است. برگ درخت سمر باریک و سوزنی و شاخه‌هایش مملو از خار است؛ و گلی زرد رنگ دارد، در موسم گُل و بارداری زنبورعسل به‌طور قابل توجهی بر روی شاخه‌های این درخت مشاهده می‌شود که شهد برای عسل جمع‌آوری می‌کنند. عسل گل سمر از مرغوب‌ترین انواع عسل در جنوب غرب هرمزگان است.
عسل گل سمر طعم و مزهٔ مخصوصی دارد.
از درخت سمر در فصل تابستان گلی زرد رنگ می‌روید که بوی مطبوعی دارد. در این فصل زنبور عسل از این گل‌ها رحیق انگبین برای تهیه عسل می‌گیرند.
این درخت نزد صحرانشینان و حشم‌نشین کوهستان اطراف بخش کوخرد با نام (چِت) یا «چتی» معروف است. چنان‌که در شهرستان بستک هرمزگان پشته‌ای نیز به همین نام وجود دارد که آن را (پشتخه چتی) می‌گویند؛ و (چت) به لهجه صحرانشین منطقه به معنای (سمر) است.

### استفاده از درخت سُمر
سمر در ترکیب جیرهٔ بزغاله‌ها آزمایشی در قالب چهار جیره که به ترتیب حاوی صفر، ۱۰، ۲۰ و ۳۰ درصد غلاف سمر به شکل آسیاب شده بود انجام شد میزان غذای مصرفی، خصوصیات پرواری بزغاله‌ها از قبیل اضافه فون روزانه، ضریب تبدیل غذایی و خصوصیات لاشه بزغاله‌ها مورد بررسی و مطالعه قرار گرفت. نتایج حاصل از این آزمایش در رابطه با وزن نهایی، اضافه وزن روزانه و غذای مصرفی گروه چهار (۳۰ درصد نیام سُمر) با سایر گروه‌ها اختلاف معنی داری نشان دادند و همچنین در رابطه با پارامترهای مهم لاشه نیز اختلاف معنی‌دار مشاهده گردید با توجه به نتایج حاصل استفاده از ۲۰درصد غلاف سمر در ترکیب جیره هیچ گونه مشکلی ندارد.

### برگ و چوب سمر
برگ درخت سُمر غذای مخصوص شتر است، همچنین چوب درخت سمر وچوب سَلَم برای زغال از چوب کُنار و چوب کُور مرغوب‌تر است. در دوران گذشته در خانه‌های روستایی از چوب سمر برای تدفئه استفاده می‌نموده‌اند. همچنین از چوب سمر ابزار آلات کشاورزی، پایهٔ کپر و تیر چوب سجم و در بام خانه نیز به کار می‌برده‌اند.
نیاز به یادآوری است که درخت سُمر (چِت) در دیگرمناطق استان هرمزگان فراوان است، به صورتی که دشت گسترده‌ای در شمال روستای چاه مسلم (که به لهجهٔ محلی «کَفَهِ ی چاه مسلم» می‌نامند)، مملو از درخت سمر است، وسعت این دشت به ده‌ها هزار کیلومتر می‌رسد.